# Xe thí điểm tùy chọn
Một phương tiện được điều khiển tùy chọn (OPV) là sự kết hợp giữa máy bay được điều khiển thông thường và máy bay không người lái (viết tắt là UAV).
Có thể bay cùng hoặc không có phi hành đoàn con người trên máy bay, OPV là một lựa chọn thay thế chi phí thấp cho UAV trong nghiên cứu, thử nghiệm và khám phá khái niệm, nhưng cũng có thể được sử dụng trong các hoạt động chính khi sự quen thuộc với chúng tăng lên. Không bị ảnh hưởng bởi những hạn chế về sinh lý của con người, OPV có thể hoạt động trong những điều kiện bất lợi hơn và/hoặc trong thời gian bền bỉ hơn. Giữ lại các điều khiển trên máy bay, OPV có thể hoạt động như một máy bay thông thường trong các nhiệm vụ mà điều khiển trực tiếp của con người được ưa thích hoặc mong muốn là một lựa chọn ngay lập tức.